# 박민지
박민지(1989년 7월 22일~)는 대한민국의 배우이다.

## 학력
- 2005년 ~ 2008년 불암고등학교 졸업

## 경력
- 1989년 7월 22일 서울특별시 노원구 출생하였고 2000년 북아메리카 미국으로 이민하고 미국 로스엔젤레스 어린이 연극배우 데뷔 하고 2001년 미국 로스엔젤레스 어린이 뮤지컬배우 데뷔 하고 2002년 미국 로스엔젤레스 창극배우 데뷔 하고 1년만에 아시아 대한민국 서울특별시 돌아 온뒤 2003년 통하여 패션 전문지 Ceci 모델 선발대회에서 대상을 받고 연예계에 데뷔하였으며, 2004년 한국 데뷔 1년 되었고 2005년 매일유업 썬업 아삭아삭을 통해 CF에 출연하였다.
- 2005년 영화 《제니, 주노》를 통해 스크린 데뷔하였다.[3]
- 2006년 불암고등학교에 재학 중에도 존슨앤드존슨 클린앤클리어 CF 모델로 발탁되었다.
- 2005년 청소년 해피프렌즈 초대 홍보대사
- 2016년 제3회 들꽃영화상 들꽃친구들

## 출연

### 드라마
- 2005년 KBS 2TV 월화미니시리즈 《열여덟 스물아홉》 - 18세 유혜찬 역(박선영 아역)
- 2006년 MBC 단막극 《MBC 베스트극장 - 사랑해 아줌마》 - 김세리 역
- 2006년 KBS 2TV 2부작 특집극 《연어의 꿈》 - 구하라 역
- 2006년 엠넷 미니시리즈 《추락천사 제니》 - 제니 역
- 2007년 MBC 주말연속극 《문희》 - 김들 역
- 2007년 KBS 2TV 일요아침드라마 《최강 울엄마》 - 오채린 역
- 2008년 KBS 1TV 일일연속극 《너는 내 운명》 - 반윤희 / 조윤희 역
- 2010년 KBS 2TV 월화드라마 《부자의 탄생》 - 박강숙 역
- 2012년 tvN 월화 미니시리즈 《결혼의 꼼수》 - 유민지 역
- 2012년 SBS 대기획 《대풍수》 - 반야 역(이윤지 아역)
- 2013년 MBC 수목미니시리즈 《남자가 사랑할 때》 - 은애 역
- 2013년 네이버TV 웹드라마 《낯선하루》 - 군산 친구 역(우정 출연)
- 2014년 OCN 토일 드라마 《신의 퀴즈 4》 - 박하영 역
- 2014년 KB증권 웹드라마 《미스 하이에나》 - 여신이 사원 역
- 2016년 tvN 월화 드라마 《치즈인더트랩》 - 장보라 역
- 2016년 소후 웹드라마 《마법의 핸드폰》 - 이지희 / 라떼 역
- 2016년 MBC 일일연속극 《다시 시작해》 - 나영자 / 이영자 역
- 2018년 MBC 특별기획 주말드라마 《데릴남편 오작두》 - 권세미 역
- 2018년 JTBC 금토 드라마 《내 아이디는 강남미인》 - 아름 역
- 2018년 SBS 특별기획 《미스 마 - 복수의 여신》 - 정유정 / 정예지 역
- 2019년 채널A 금토 드라마 《평일 오후 세시의 연인》 - 고윤아 역
- 2020년 KBS 1TV 일일연속극 《기막힌 유산》 - 손보미 역
- 2020년 MBN 월화 드라마 《나의 위험한 아내》
- 2023년 웹드라마 《나의 X같은 스무살》

### 시트콤
- 2005년 MBC 청춘 시트콤 《논스톱 5》 - 여고생 역(특별 출연)
- 2018년 채널A 플러스 시트콤 《진짜 있을 家》 - 강빈 역

### 영화
- 2005년 《제니, 주노》 - 제니 역
- 2006년 《피터팬의 공식》 - 민지 역
- 2007년 《펀치 스트라이크》 - 민아 역
- 2008년 《마지막 선물》 - 학생 민혜영 역
- 2008년 《도레미파솔라시도》 - 신나리 역
- 2014년 《뇌물》 (단편)
- 2015년 《오늘영화》 - 소은 역
- 2016년 《남과 여》 - 하정 역
- 2016년 《계춘할망》 - 민희 역
- 2017년 《주관식 문제》 (단편) - 선다형 역
- 2018년 《여곡성》 - 월아 역

### 교양
- 2005년 SBS 《2005 기아체험 24시간》 - 참가자 (2005.06.06)

### 예능
- 2005년 KBS 2TV 《스타 골든벨》 - 게스트(2005.02.11)
- 2012년 SBS 《강심장》 - 게스트(2012.11.07)
- 2016년 SBS 《동상이몽, 괜찮아 괜찮아》 - 게스트(2016.04.04)
- 2016년 SBS 《동상이몽, 괜찮아 괜찮아》 - 게스트(2016.04.18)
- 2016년 올'리브 《조용한 식사》 - 게스트(2016.09.23)
- 2017년 KBS 2TV 《대국민 토크쇼 안녕하세요》 - 게스트(2017.04.24)
- 2017년 KBS 2TV 《노래싸움 - 승부》 - 참가 선수 (2017.04.28)

### 뮤직비디오
- 2005년 박종민 - 〈자해〉
- 2006년 이승기 - 〈제발〉

### 광고
- 2005년 해태제과식품 오사쯔 - 버스 편(With 이승기)
- 2005년 매일유업 썬업 아삭아삭 - 수학 풀이 편
- 2005년 이현어패럴 블루테일
- 2005년 맥도날드 베이컨 토마토 디럭스
- 2006년 존슨앤드존슨 클린앤클리어 훼이셜 포밍클렌저(With 유연지)
- 2013년 패기앤코(With 도지한)
- 2013년 이엔피게임즈 몽환지성
- 2013년 롯데칠성음료 펩시코 미린다 - 뒤돌아 상큼 편(With 조정치)
- 2013년 롯데칠성음료 펩시코 미린다 - 상큼반전 편(With 조정치)
- 2013년 롯데칠성음료 펩시코 미린다 - 대화 편(With 조정치)
- 2015년 아모레퍼시픽 마몽드

## 수상 및 후보
| 연도 | 시상식                         | 부문        | 작품        | 결과 |
| ---- | ------------------------------ | ----------- | ----------- | ---- |
| 2003 | 패션 전문지 Ceci 모델 선발대회 | 대상        | 빈칸        | 수상 |
| 2016 | MBC 연기대상                   | 여자 신인상 | 다시 시작해 | 후보 |